# Constanze Wolter
Constanze Wolter (* 16. April 1965 in Bad Lauterberg) ist eine ehemalige deutsche Volleyballspielerin.

## Karriere
Constanze Wolter begann mit dem Volleyball in ihrer niedersächsischen Heimat beim MTV Celle. Später wechselte sie zum Bundesligisten VfL Hannover und 1984 zum Deutschen Meister SV Lohhof, mit dem sie 1986 Deutscher Meister und Pokalsieger wurde. Constanze Wolter spielte auch in der Deutschen Jugend-/Juniorinnen-Nationalmannschaft und in der A-Nationalmannschaft.
| Personendaten    | Personendaten                |
| ---------------- | ---------------------------- |
| NAME             | Wolter, Constanze            |
| KURZBESCHREIBUNG | deutsche Volleyballspielerin |
| GEBURTSDATUM     | 16. April 1965               |
| GEBURTSORT       | Bad Lauterberg               |